# Симфони-центр
Симфони-центр (англ. Symphony Center) — это музыкальный комплекс, расположенный на 220 South Michigan Avenue в районе Чикаго-Луп в Чикаго, штат Иллинойс. Является домом следующих организаций: Чикагский симфонический оркестр; Чикагский симфонический хор; Гражданский оркестр Чикаго; и Институт обучения, доступа и подготовки; Симфони-центр включает в себя Оркестровый зал на 2522 места, построенный в 1904 году; Buntrock Hall, место для репетиций и выступлений; Grainger Ballroom, место для проведения мероприятий с видом на Мичиган-авеню и Чикагский институт искусств; общественная многоэтажная ротонда; ресторан и кафе Opus; и административные офисы. В июне 1993 года были утверждены планы по значительному ремонту и расширению Оркестрового зала, и проект стоимостью 110 миллионов долларов, в результате которого был построен Симфони-центр, начался в 1995 году и был завершён в 1997 году.
Спроектированный архитектором Дэниелом Бёрнемом, Оркестровый зал был объявлен национальным историческим памятником 19 апреля 1994 года. Ещё с 1978 года он внесён в Национальный реестр исторических мест.

## История
Оркестровый зал был построен в 1904 году по проекту известного чикагского архитектора Дэниела Бёрнема. Новый зал был специально спроектирован как дом для Чикагского симфонического оркестра, который ранее выступал в более крупном театре Auditorium. Строительство началось 1 мая 1904 года, а первый концерт был дан 14 декабря 1904 года. На фасаде здания написано «Оркестровый зал Теодора Томаса» в честь первого музыкального руководителя оркестра, который умер менее чем через месяц после своего дирижёрского дебюта. Имена Баха, Моцарта, Бетховена, Шуберта и Вагнера высечены над окнами бального зала на фасаде.
С 1907 по 1996 год пентхаус на девятом этаже здания служил домом для Cliff Dwellers Club, с внутренней архитектурой Говарда Ван Дорена Шоу и первой значительной росписью Джона Уорнера Нортона.
Оркестр-холл также использовался как кинотеатр в 1910-х годах, чтобы поддерживать доход в летние месяцы, когда Чикагский симфонический оркестр играл на фестивале Ravinia. Лекции и другие программы проводились в Оркестровом зале с докладчиками, включая Гарри Гудини, Ричарда Э. Берда, Амелию Эрхарт, Бертрана Рассела и Орсона Уэллса.
В 2008 году здесь проходила Зелёная национальная конвенция рядом с отелем Palmer House Hilton.
В 2012 году на площадке рядом с павильоном UIC прошёл Всемирный саммит лауреатов Нобелевской премии мира. Он проходил в Чикаго одновременно с саммитом НАТО 2012 года.

## Акустическая история

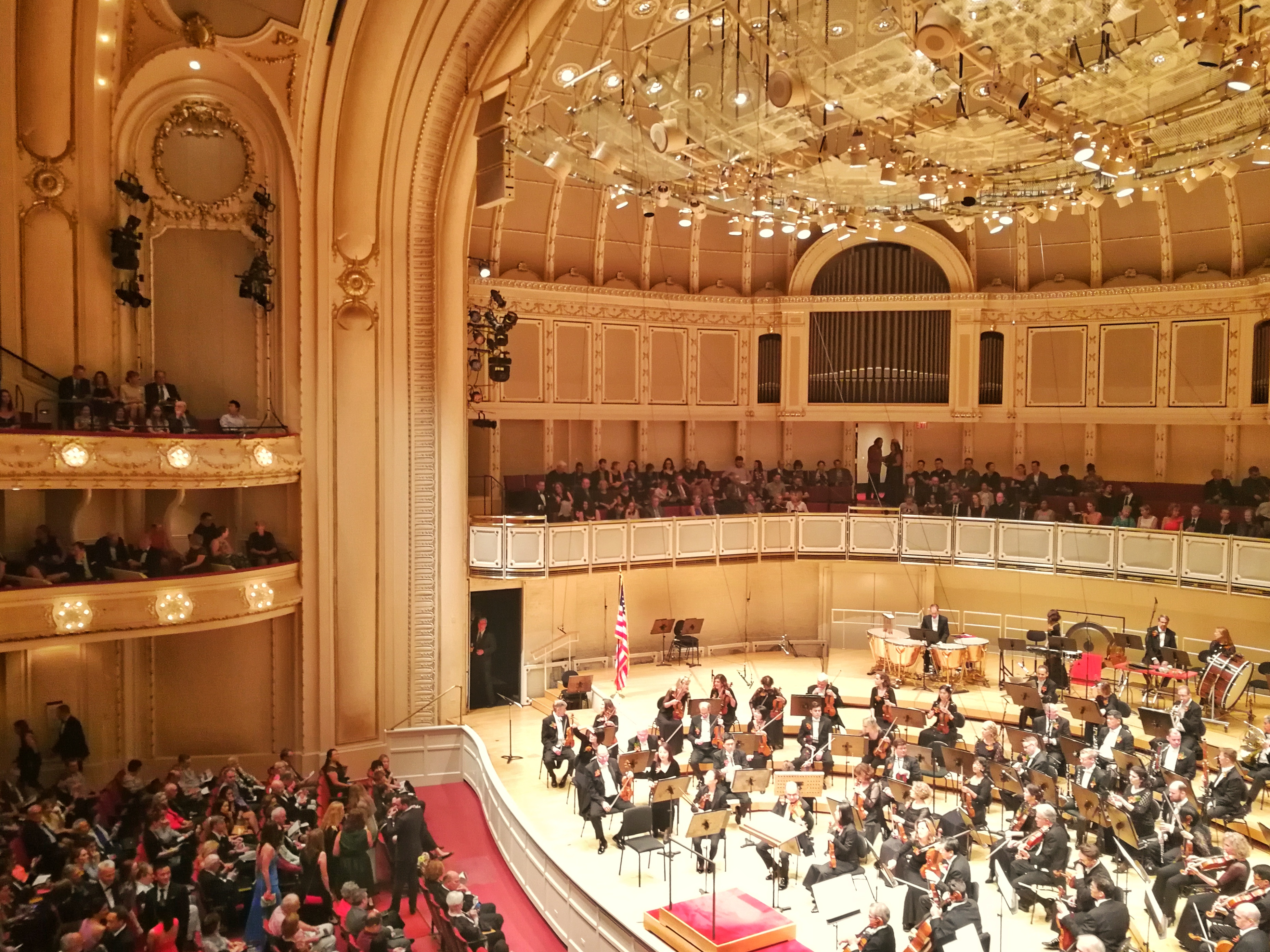
Оркестровый зал Симфони-центра в Чикаго в ожидании Риккардо Мути вечером открытия сезона 2017—2018.

Неоптимальная акустика в Оркестровом зале была постоянной проблемой на протяжении всей его истории и была скорректирована во время капитального ремонта главного зала как в конце 1960-х годов, так и в рамках преобразования Симфони-центра в период с 1995 по 1997 год.
Критическая реакция заключается в том, что акустическая реконструкция 1995—1997 годов была в значительной степени успешной, хотя есть возможности для дальнейшего улучшения, особенно в верхних регистрах. В отзывах в то время отмечалось, что «… [зал] звучал совершенно по-новому, с глубиной и простором, которых здесь раньше не слышали. … Не то чтобы всё идеально. Высокие частоты всё ещё могут звучать гладко, а высокие струны ещё не принесли такой пользы, как их собратья. [Руководящий акустик Р. Лоуренс Киркегор] уже начал работать над проблемой после частного концерта во вторник вечером и продолжает это делать». «У оркестра теперь мягкий басовый звук, которого раньше просто не было. Басовые барабаны, ранее являвшиеся источником громких сухих ударов, приобрели новый резонанс и текстуру. Скрипки стали более насыщенными», и «Справедливо сказать, что Orchestra Hall в целом значительно улучшился. Время реверберации, которого раньше практически не было, значительно увеличено. Струны, особенно в нижних диапазонах, гораздо более слышны, чем это было раньше, и все инструменты звучат намного ярче, теплее и ярче. Звук намного лучше в другом традиционно проблемном месте: на первом этаже под навесом балкона, великолепен на нижнем балконе и вообще великолепен на галерее».
В обзоре фортепианного концерта, а не оркестрового концерта, музыкальный критик Chicago Tribune Джон фон Рейн написал: «… всё отмечено под влиянием старого зала, только лучше. Вокруг клавиатуры стало больше тепла, больше места. Подобные сообщения поступали от слушателей в галерее». Однако тот же критик также заметил вскоре после ремонта: «На данный момент нижняя часть была значительно улучшена, возможно, даже слишком. Нижние струны и медные духовые должны будут изменять свой вывод звука в соответствии с новой чувствительностью акустики. Во многих отношениях Orchestra Hall находится в стадии разработки. В ближайшие недели и месяцы потребуются корректировки как от исполнителей, так и от зрителей. Лоуренс Киркегор… сказал, что на прошлой неделе он и его помощники „интенсивно участвовали“ в незначительных корректировках и будут время от времени возиться со звуком в течение всего сезона», а через несколько лет после преобразования критики из газеты Chicago Tribune выразили недовольство акустикой Оркестрового зала.